# Reinhold Frosch
Reinhold Frosch (ur. 9 kwietnia 1935, zm. 14 lutego 2012) – austriacki saneczkarz startujący w jedynkach i dwójkach, medalista mistrzostw świata i Europy.
Na mistrzostwach świata wywalczył trzy medale, po jednym każdego koloru. Najbardziej udana była dla niego impreza w 1960, kiedy to został mistrzem świata w dwójkach (w parze z Ewaldem Walchem) oraz wicemistrzem w jedynkach. Na trzecim miejscu podium stał w 1958 w jedynkach. Na mistrzostwach Europy zdobył jeden medal, brązowy, wywalczony w 1962 w dwójkach (w parze z Ludwigiem Gassnerem).